# Autoportret z Saskią
Autoportret z Saskią (Syn marnotrawny w tawernie lub Szczęśliwa para) – obraz holenderskiego malarza Rembrandta, namalowany około 1635 roku.
Dzieło powstało w czasie, gdy artysta był u szczytu sławy i popularności. Małżeństwo z Saskią van Uylenburgh to również najszczęśliwszy okres w jego życiu, który przerwała przedwczesna śmierć ukochanej żony malarza w 1642. Dzięki związkowi z córką burmistrza miasta Leeuwarden malarz awansował społecznie i dzięki licznym zamówieniom stał się człowiekiem zamożnym. Saskia była jego ulubioną modelką i często pozowała do portretów i studiów alegorycznych.

## Opis
Obraz przedstawia dwoje młodych ludzi podczas beztroskiej uczty w tawernie. Rembrandt przedstawił siebie w roli utracjusza trwoniącego majątek podczas zabawy z kobietą lekkich obyczajów. Rozweselony mężczyzna i siedząca na jego kolanach kobieta odwracają się na chwilę w stronę widza. Rembrandt wznosi toast wysokim kielichem, a jego lewa ręka obejmuje kibić pięknej kobiety, do której pozowała Saskia. Całość kompozycji dopełnia widoczny z lewej strony, bogato zastawiony stół i fragment kotary w prawym górnym rogu płótna.
Kompozycja i użyte środki wyrazu nadają obrazowi barokowy charakter, świadczy o tym bogactwo szczegółów, dynamika przedstawienia postaci i śmiałe operowanie kolorem, światłem i cieniem. Dzieło ma złożoną i wielowarstwową konstrukcję,
na brązowym podkładzie Rembrandt nakładał kolejne laserunki, czyli przezroczyste lub półprzezroczyste warstwy farby, zmieniające ton lub barwę niższych warstw obrazu. Dzięki temu autor mimo stosowania dość skąpej palety uzyskał efekty kolorystyczne, tonalne i światłocieniowe.

## Interpretacje

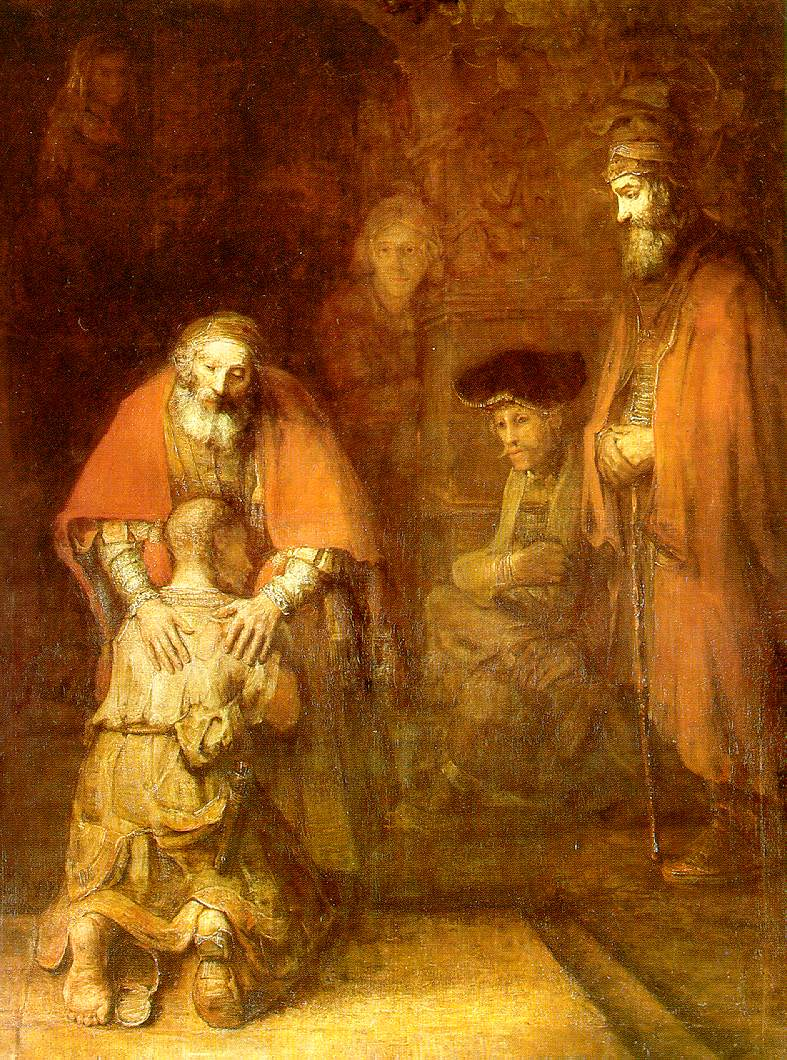
Powrót syna marnotrawnego,
lata 60. XVII wieku

Obraz może być różnorodnie interpretowany, z jednej strony jest alegorią i pochwałą renesansowej radości życia. Bardziej prawdopodobna wydaje się jednak świadoma i celowa autoironia Rembrandta, zdającego sobie sprawę z przemijającej wartości doczesnych radości i uciech. Obraz odczytywano także jako scenę przedstawiającą syna marnotrawnego, bohatera przypowieści biblijnej, podczas trwonienia majątku ojca. To do tego motywu, popularnego w XVII w. malarz powrócił raz jeszcze u schyłku życia. Obraz Powrót syna marnotrawnego ma już zupełnie inną wymowę i stanowi studium upadku człowieka. Jednocześnie jest klamrą zamykającą życie artysty od młodzieńczej beztroski i radości do dramatycznej i pełnej goryczy starości.
Najczęściej jednak dzieło interpretuje się jako autoportretową scenę przedstawiającą dwoje kochanków, Rembrandta i jego żony. Na taką interpretację może wskazywać fakt, iż Rembrandt nigdy nie sprzedał tego obrazu i trzymał go w domu.